# Manuel Adame de la Pedrada
|  | Per a altres significats sobre el polític sevillà de la Segona República, vegeu «Manuel Adame Misa». |

Manuel Adame de la Pedrada, més conegut com El Locho (Ciudad Real, 6 de maig de 1780 - Londres, ¿?) fou un guerriller i militar espanyol defensor de l'absolutisme i del carlisme.

## Biografia
De pares molt humils, va ser porquer, d'ací li vé el seu sobrenom, i jornaler d'ofici en la seva joventut. Després de diversos incidents contra el poder municipal a la seva ciutat natal (va bufetejar al corregidor afrancesat Valentín Melendo en el motí del 28 de maig), es va allistar en 1808 com a soldat en un dels batallons que lluitaven contra els francesos a Sierra Morena. Quan es va dissoldre es va unir a la partida del guerriller Ventura Jiménez, on s'hi va distingir pel seu valor i audàcia, continuant-hi amb el seu successor Alejandro Fernández.
En acabar la contesa va quedar com a alferes en l'exèrcit regular amb deu rals de sou. Sobrevingut el règim constitucional amb el cop de Rafael del Riego, proclamà en 1821 Don Carlos i va arribar a reunir sota el seu comandament fins a 1.500 homes amb els quals va desestabilitzar notablement el règim constitucional durant la Guerra Reialista. A la tornada dels liberals en 1834, va conspirar i va formar una altra partida per defensar els drets de Don Carlos, distingint-se en les seves accions per la crueltat i, segons l'historiador liberal Pirala, «deixant solts els seus brutals instints, retratats en el seu feroç caràcter i en la seva tosca i grollera fisonomia». La seva única filla va casar amb Vicente Sabariegos Sánchez, de Piedrabuena, també carlí. Va morir en l'exili, a Londres, fidel a la bandera que havia jurat defensar.